# Miroslav Zuzánek
Miroslav Zuzánek (21 febbraio 1924 – 9 maggio 1994) è stato un calciatore cecoslovacco, di ruolo difensore.

## Carriera

### Nazionale
Esordisce il 25 settembre 1955 contro il Belgio (5-2).

## Palmarès

### Club

#### Competizioni nazionali
- Campionato cecoslovacco: 2

Sparta Praga: 1952, 1954